# ブドウカズラ

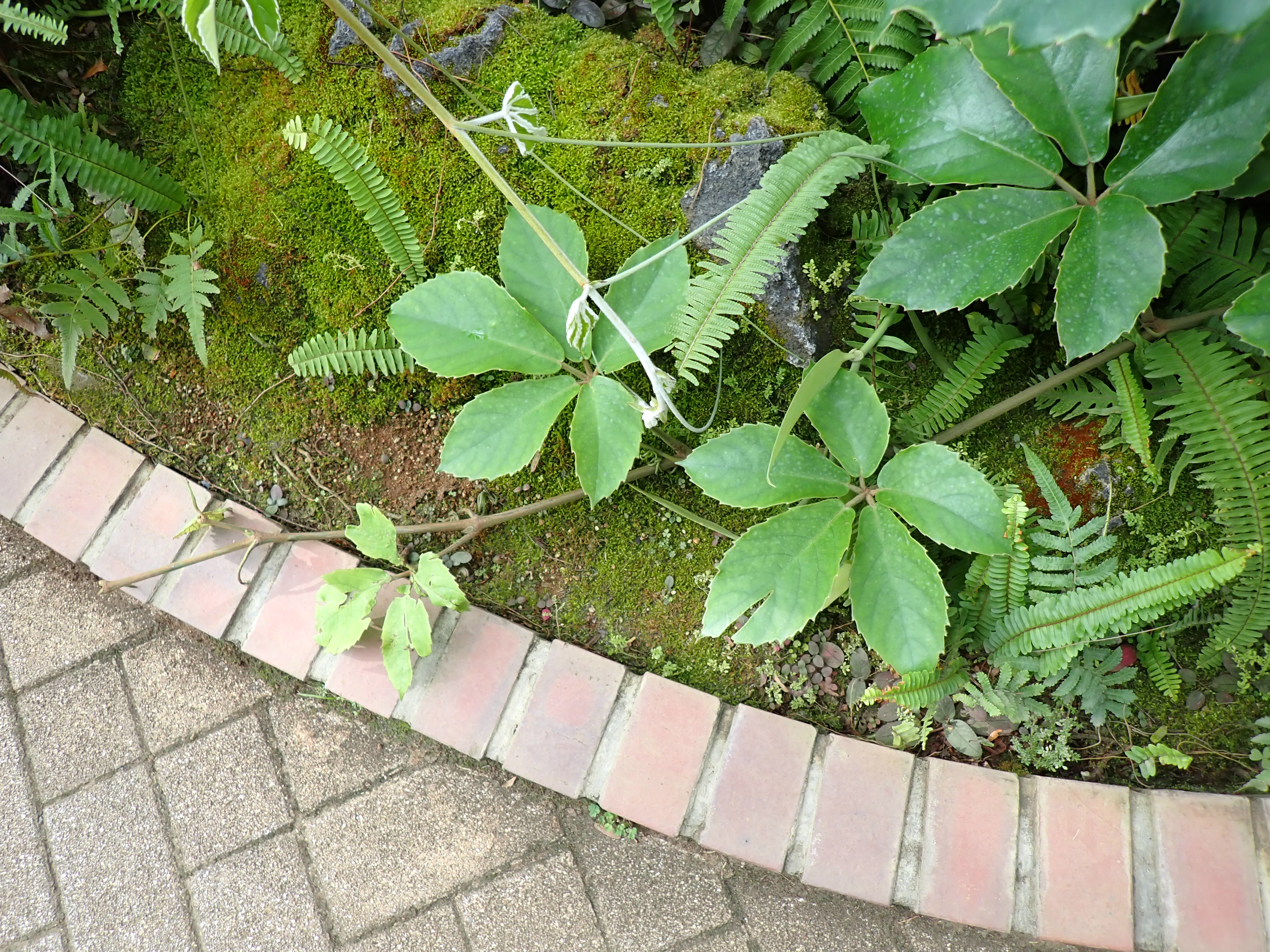
蔓と鳥足状複葉

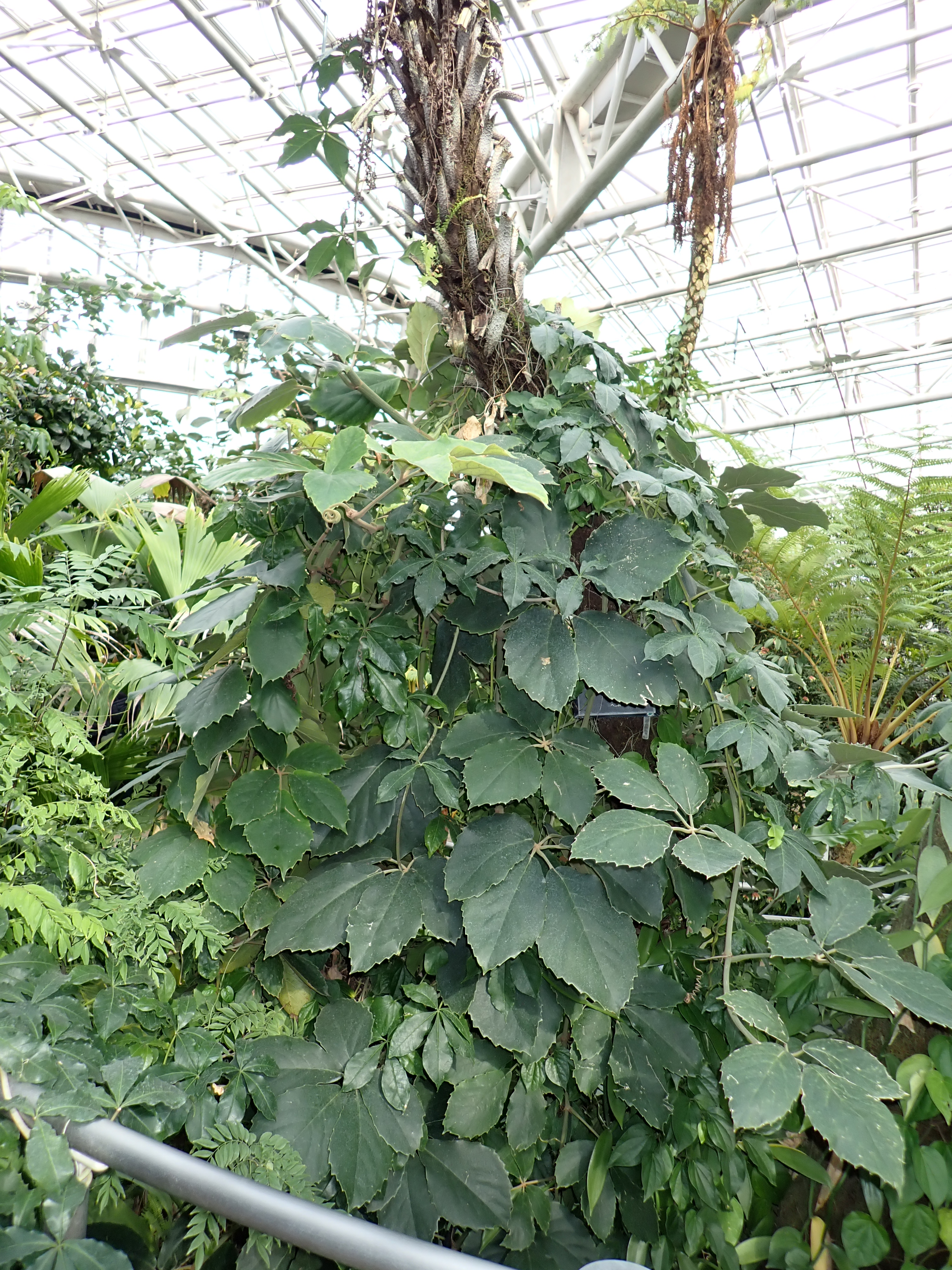
植栽

ブドウカズラ（学名：Tetrastigma voinierianum）はブドウ科ミツバカズラ属の常緑つる性低木。
観葉植物等として抜群に優秀な植物へ与えられる、イギリスの王立園芸協会のガーデン・メリット賞を1993年に受賞。

## 特徴
雌雄異株。長さ15 m以上に達する。茎にある巻きひげで他物に絡みつく。葉は大きな掌状複葉（鳥足状複葉）で小葉4–5枚からなり、各小葉は葉柄をもち、長さ15–30 cmの広楕円形で、厚みがあり折れやすい。

## 分布と生育環境、利用
ラオス、ベトナム原産でハワイへ帰化。最低気温15℃を下回る場所では温室内で観賞用として栽培。庭園観葉、樹蔭植物として用いる。鉢植えの場合は10号鉢以上を用い、ヘゴ材などを支柱に用いる。繁殖は挿し木による。